# Atractus apophis
Espèce
Atractus apophis  est une espèce de serpents de la famille des Dipsadidae.

## Répartition
Cette espèce est endémique du département de Huila en Colombie. Elle se rencontre à 1 640 m d'altitude à San Augustín.

## Description
Le mâle holotype mesure 433 mm dont 54 mm de queue.

## Publication originale
- Passos & Lynch, 2010 : Revision of Atractus (Serpentes: Dipsadidae) from Middle and Upper Magdalena Drainage of Colombia. Herpetological Monographs, vol. 24, no 1, p. 149-173 (texte intégral).